# وادیم عبدالله‌یف
وادیم عبدالله‌یف (ترکی آذربایجانی: Vadim Abdullayev؛ زادهٔ ۱۷ دسامبر ۱۹۹۴) بازیکن فوتبال اهل جمهوری آذربایجان است.
از باشگاه‌هایی که در آن بازی کرده‌است می‌توان به باشگاه فوتبال قبله اشاره کرد.
وی همچنین در تیم ملی فوتبال زیر ۲۱ سال جمهوری آذربایجان بازی کرده‌است.